# Meister der Freisinger Heimsuchung

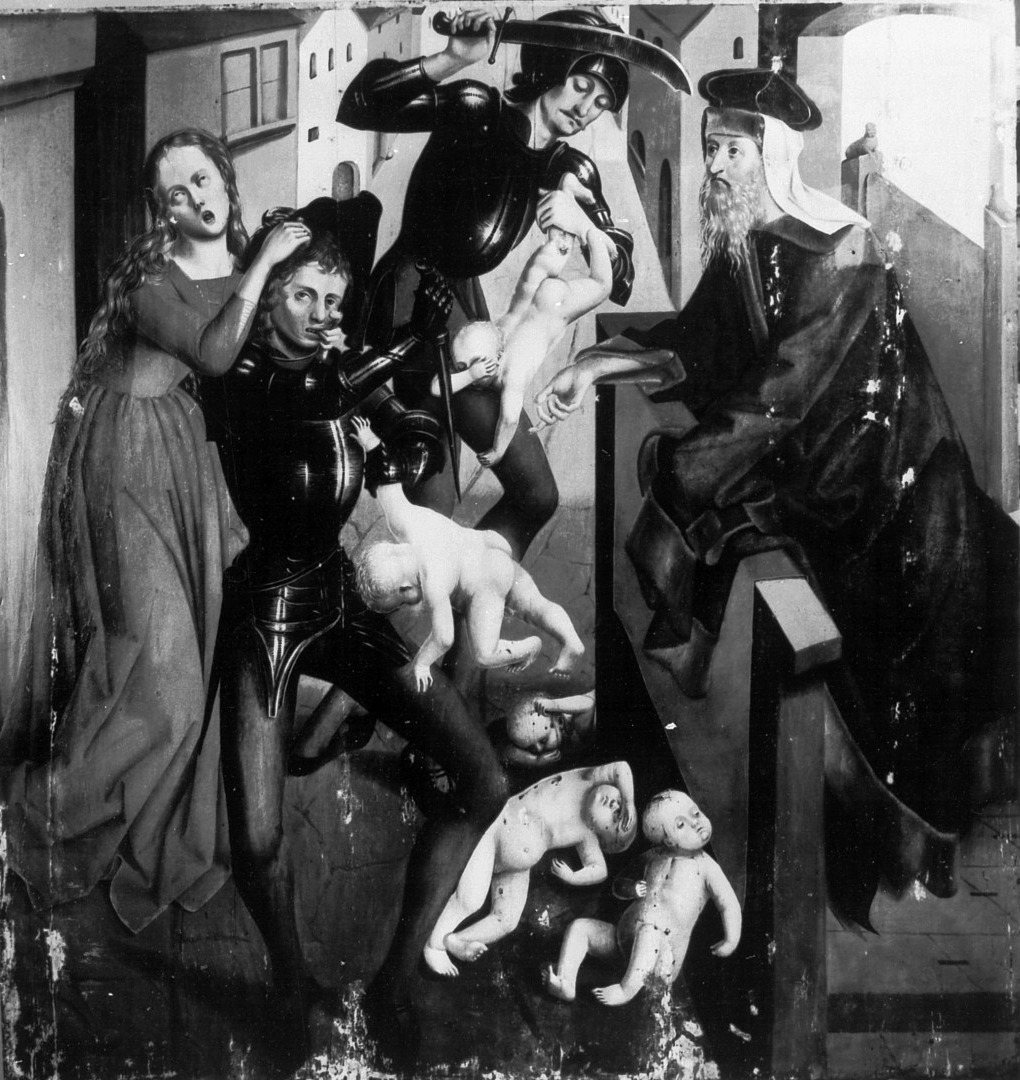
Bethlehemitischer Kindermord

Als Meister der Freisinger Heimsuchung wird ein um 1475 tätiger Maler der Gotik bezeichnet. Der Notname wurde ihm gegeben, da erhaltene Bilder des namentlich nicht bekannten Meisters nach Ansicht von Kunsthistorikern von einem Marienaltar des Freisinger Mariendoms stammen. Da ihm daraus zuerst nur die heute im Augsburger Dom zu findende Tafel mit Mariä Heimsuchung zugeschrieben war, ist er auch als Meister der Augsburger Heimsuchung bekannt.
Der Stil des Meisters ist durch manierierte Figuren und lebhafte Farbgebung gekennzeichnet.

## Werke (Auswahl)
- Heimsuchung, Augsburg, Konradskapelle im Dom
- Kindermord von Bethlehem, Nürnberg, Germanisches Nationalmuseum Inventar-Nr. Gm 1126[4]
- Marientod, Kreuzlingen, Sammlung Heinz Kisters